# Scorpaena cookii
Scorpaena cookii behoort tot het geslacht Scorpaena van de familie van schorpioenvissen. Deze soort komt voor in het zuidwesten van de Grote Oceaan op diepten tot 50 m. Zijn lengte bedraagt zo'n 26 cm.